# Antoinette de Turenne
Antoinette de Turenne (1380-1416), vicomtesse de Turenne, est la fille de Raymond VIII de Turenne et de Marie d'Auvergne, comtesse de Boulogne. Elle était la petite-nièce de Grégoire XI, cousine de Alix des Baux, de Jeanne II d'Auvergne  et l'épouse de Jean II Le Meingre, maréchal Boucicaut.

## Biographie
Antoinette passa son enfance à Meyrargues, chez sa grand-mère Aliénor de Comminges. Au début de l'année 1393, le pape Clément VII, la comtesse de Provence Marie de Blois, et son grand-père Guillaume III Roger de Beaufort, pensèrent à la marier. Ils choisissent Charles du Maine, prince de Tarente, fils cadet de la comtesse. Mais Raymond VIII refusa, n'étant pas homme à s'agenouiller devant son gendre. Charles VI et la Cour de France s'en mêlèrent et proposèrent Jean II Le Meingre, Maréchal Boucicaut.
Cette proposition ayant agréé à Raymond de Turenne, le mariage fut célébré, la veille de Noël 1393, dans la chapelle castrale des Baux-de-Provence. Antoinette avait treize ans et son mari, vingt-sept. Le Maréchal recevait en dot, le comté d’Alès, la baronnie d’Anduze, les fiefs de Portes-Bertrand et de Saint-Étienne-de-Valfrancesque. Quant à lui, il affirma être prêt à soutenir la querelle de son beau-père qui l'opposait à Odon de Villars et Alix des Baux, nièce du vicomte, et même à lui céder son château de Boulbon à la date du 1er avril 1394. Ce qu'il ne fit jamais.
Au contraire, Boucicaut, le 15 novembre 1394, fit agréer par la reine Marie la donation du comté de Beaufort, faite par Guillaume III. Puis le Maréchal fut chargé, en 1399, de rendre les Baux et Roquemartine au domaine comtal. Pour ce faire, il réussit à faire embarquer les routiers du vicomte vers Constantinople.

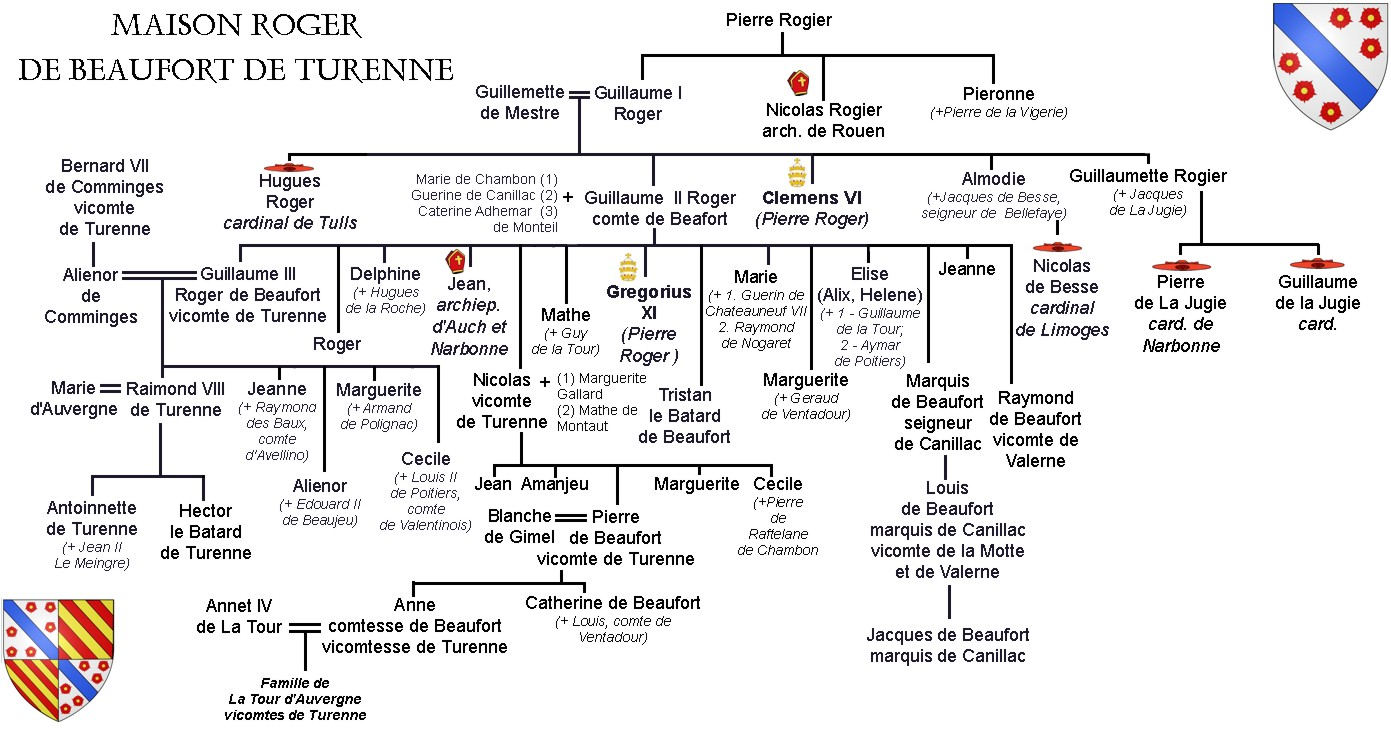

Ce mariage de raison fut une réussite. Boucicaut aima Antoinette. Sans doute la vie fort dévote que menaient le couple y fut pour beaucoup. La Maréchale vécut au château d'Alès puis, quand Boucicaut fut nommé gouverneur de Gênes, en 1403, elle le suivit en Ligurie où elle résida neuf ans. La légende veut que ce rude guerrier, confit de dévotion, mais très galant homme, ait versifié pour elle des lais et des sonnets considérés de nos jours comme apocryphes. Ce qui est sûr, c'est que de retour de Nicopolis, le maréchal créa l'Ordre de la dame blanche à l'écu vert en l'honneur de son épouse.
Leur seul enfant, Jean mourut jeune, peu avant 1413, il fut enterré à Saint-Nicolas-de-Pertuis. 
En 1413, à la mort de son père, Antoinette devint vicomtesse de Turenne. Le 12 mars, Boucicaut se trouve avec Antoinette au château de Castelnau-Bretenoux en vicomté de Turenne. Le 4 avril 1413, Boucicaut s’intitule vicomte de Turenne. Le 3 juin, les consuls de Brive donne procuration à Pierre Régis, bachelier ès-droits, et à Pierre Raynal le Jeune, notaire « pour accorder les différents avec puissant seigneur Boucicaut, mareschal de France, et dame Antoinette, vicomtesse de Turenne ». 
Boucicaut fut fait prisonnier à Azincourt, en octobre 1415. Antoinette décéda, le 14 juillet 1416, en son château d'Alès. Boucicaut mourut en Angleterre cinq ans plus tard. Le couple est inhumé dans la basilique Saint-Martin de Tours.